# Richard Rees
Sir Richard Lodowick Edward Montagu Rees, 2d baronnet, né le 4 avril 1900 et mort le 24 juillet 1970, est un diplomate, écrivain, humanitaire et peintre britannique.

## Biographie
Sir Richard Rees est le fils de Sir John Rees, 1er baronnet, et de son épouse Mary Catherine Dormer. Sa sœur est la pilote Rosemary Rees, Lady du Cros, MBE. Il a fait ses études à la West Downs School, à Eton et au Trinity College, à Cambridge. Son père, qui avait été administrateur aux Indes britanniques et homme politique, décède en 1922 ; il hérite alors du titre de baronnet et d'une importante fortune.
Pendant un certain temps, il est attaché à l'ambassade britannique à Berlin. En 1925, il devient conférencier à la Worker's Educational Association de Londres, dont il est également le trésorier. John Middleton Murry le nomme rédacteur en chef du journal The Adelphi (en) en 1930, où il encourage notamment George Orwell. Il a inspiré le personnage du riche Philip Ravelston, éditeur du magazine socialiste Antichrist, dans le roman Et vive l'Aspidistra ! d'Orwell.
Pendant la guerre civile espagnole, il a conduit des ambulances en Catalogne. Il a d'abord travaillé avec le National Joint Committee for Spanish Relief (NJC), puis avec les Quakers. Il œuvre en étroite collaboration avec le NJC et se rend au Mexique en juin 1939 en tant que délégué du NJC pour aller à la rencontre du SS Sinaia, un paquebot affrété par le NJC qui envoie 1600 réfugiés espagnols des camps de France se réinstaller au Mexique.
Pendant la Seconde Guerre mondiale, Sir Richard Rees a servi dans la Royal Naval Volunteer Reserve (RNVR). Il a notamment été attaché à la marine française à partir de 1943, en tant qu'officier de liaison à bord des navires de la flotte méditerranéenne nouvellement intégrée, avec laquelle il s'est vu décerner la Croix de guerre.
Il a écrit plusieurs livres, traduit les œuvres de Simone Weil et a été l'exécuteur littéraire de George Orwell et de R. H. Tawney. Outre l'écriture, il est peintre et expose à la Royal Academy of Arts.

## Publications
- Brave Men: A Study of D. H. Lawrence and Simone Weil, Londres, Victor Gollancz, 1958.
- For Love or Money, Londres, Secker & Warburg, 1960.
- George Orwell: Fugitive from the Camp of Victory, Londres, Secker & Warburg, 1961.
- A Theory of my Time, Londres, Secker & Warburg, 1963.
- Simone Weil: A Sketch for a Portrait, Londres, Oxford University Press, 1966.

### Traductions
- Jules Monnerot, Sociology of Communism, Londres, George Allen & Unwin, 1953.
- Alfred Grosser, Western Germany: From Defeat to Rearmament, Londres, George Allen & Unwin, 1955.
- Simone Weil, Selected Essays, Londres, Oxford University Press, 1962.
- Simone Weil, Seventy Letters, Londres, Oxford University Press, 1965.
- Simone Weil, On Science, Necessity, and the Love of God, Londres, Oxford University Press, 1968.
- Simone Weil, First and Last Notebooks, Londres, Oxford University Press, 1970.